# Öretjärnen (Offerdals socken, Jämtland, 704775-141413)
Öretjärnen är en sjö i Krokoms kommun i Jämtland och ingår i Indalsälvens huvudavrinningsområde. Sjön har en area på 0,121 kvadratkilometer och ligger 452,5 meter över havet. Sjön avvattnas av vattendraget Gulån.

## Delavrinningsområde
Öretjärnen ingår i det delavrinningsområde (705107-141735) som SMHI kallar för Mynnar i Landögssjön. Medelhöjden är 473 meter över havet och ytan är 19,65 kvadratkilometer. Det finns inga avrinningsområden uppströms utan avrinningsområdet är högsta punkten. Gulån som avvattnar avrinningsområdet har biflödesordning 3, vilket innebär att vattnet flödar genom totalt 3 vattendrag innan det når havet efter 246 kilometer. Avrinningsområdet består mestadels av skog (78 procent) och sankmarker (12 procent). Avrinningsområdet har 0,4 kvadratkilometer vattenytor vilket ger det en sjöprocent på 2 procent.